# Municipio de Greenville (Illinois)
El municipio de Greenville (en inglés: Greenville Township) es un municipio ubicado en el condado de Bureau en el estado estadounidense de Illinois. En el año 2010 tenía una población de 366 habitantes y una densidad poblacional de 3,87 personas por km².

## Geografía
El municipio de Greenville se encuentra ubicado en las coordenadas 41°32′50″N 89°40′11″O / 41.54722, -89.66972. Según la Oficina del Censo de los Estados Unidos, el municipio tiene una superficie total de 94.59 km², de la cual 94,53 km² corresponden a tierra firme y (0,07 %) 0,06 km² es agua.

## Demografía
Según el censo de 2010, había 366 personas residiendo en el municipio de Greenville. La densidad de población era de 3,87 hab./km². De los 366 habitantes, el municipio de Greenville estaba compuesto por el 96,99 % blancos, el 0,27 % eran afroamericanos, el 0,82 % eran asiáticos y el 1,91 % eran de una mezcla de razas. Del total de la población el 2,46 % eran hispanos o latinos de cualquier raza.